# LG G2 Mini
LG G2 Mini (codice D620) è uno smartphone Android mid-range sviluppato e prodotto da LG Electronics. È il successore di Optimus G e di Optimus G Pro, il G2 Mini è stato presentato al Mobile World Congress il 23 febbraio 2014.
È ispirato all'LG G2 di cui riprende il design, e ha caratteristiche tecniche inferiori: ha uno schermo più piccolo (da 4,7 pollici) con risoluzione e densità di ppi inferiori; una batteria di capacità ridotta a 2440mAh ma removibile; 1GB di memoria RAM (anziché 2GB); 8GB di memoria ma espandibile fino a 32GB tramite scheda microSD e un processore quad core da 1.20 GHz anziché da 2.26 GHz.
Inoltre non ha uno stabilizzatore d'immagine per la fotocamera che presenta una risoluzione di 8 Mpx per quella secondaria e 1.3Mpx per quella frontale. È dotato di Android KitKat 4.2.2, aggiornabile alla versione Lollipop 5.0.2.